# Catavi
Catavi é uma mina de estanho na Bolívia, perto da cidade de Llallagua, na província de Bustillos, Departamento de Potosí. Junto com a mina Siglo XX, formam um complexo de mineração na região.

## História
O nome Catavi geralmente é usado para designar a região de mineração de Potosí na Bolivia ou  ao complexo Mineiro Catavi-Siglo XX. Após a nacionalização das minas de 1952, a empresa ficou conhecida como Catavi Mining Co. (Empresa Minera Catavi), era a maior empresa de mineração da COMIBOL (Companhia de Mineração Boliviana).

A mina foi nacionalizada após a Revolução Nacional Boliviana de 1952, quando o Movimento Nacionalista Revolucionário (MNR) e seus aliados derrubaram a junta militar. Catavi e outras minas foram colocadas sob o controle de uma nova companhia estatal, a Companhia de Mineração Boliviana(COMIBOL). O complexo Catavi-Siglo XX  se tornou a maior empresa da COMIBOL, empregando-se a mais de 5.000 trabalhadores.
Em 24 de junho de 1967, tropas do governo sob as ordens do General René Barrientos marcharam sobre a mina e cometeram o maior massacre de trabalhadores na história boliviana. O massacre ocorreu no dia de São João Batista. 

Nas décadas seguintes, com a queda do consumo de lata, substituídas pelo alumínio, e a necessidade de minas mais profundas e os custos de produção tornaram inviáveis. Assim em 1987, como parte de um acordo de reestruturação econômica com o FMI e o Banco Mundial, o governo Víctor Paz Estenssoro decretou o fechamento de Catavi.